# Ялта (морський рефрижераторний транспорт)
«Ялта» — морський рефрижераторний транспорт проєкту 502Р, який входив до складу Військово-морських сил України. Мав бортовий номер U755.

## Особливості проекту
Морські рефрижераторні транспорти проєкту 502Р були побудовані на базі середніх рибальських морозильних траулерів типу «Саргасса». Дані кораблі будувалися з 1968 по 1973 року на Ярославському СБЗ, і були призначені для вилову риби донним або пелагічними тралами та кошельковим неводом, здачі улову на плавбази або доставки в порт в слабосоленої і охолодженому вигляді. Серія цих кораблів складалася з 8 корпусів. Район плавання необмежений, температура в трюмах - від 0 до -5 градусів С. Модернізація для військового відомства полягала в демонтажі риболовного обладнання. Судно призначене для доставки заморожених продовольчих вантажів між базами ВМФ, а так само для доставки продовольства на кораблі та судна ВМФ під час їх плавання.

## Історія
Морський рефрижераторний транспорт «Бузулук» був побудований на Ярославському СБЗ, м Ярославль (заводський №113) в 1971 році, почав експлуатуватись 30 червня 1971 року. Під час розподілу Чорноморського флоту ВМФ СРСР відійшов Україні 1 серпня 1997 року, де отримав нову назву «Ялта» (бортовий U755). В 2001 році був проданий. Подальша доля транспорту невідома.